# 383 Madison Avenue
Il 383 Madison Avenue, precedentemente noto come Bear Stearns Building, è un grattacielo di 47 piani e alto 230 metri di proprietà della JP Morgan Chase. Presenta una forma a base ottagonale e una "corona" in vetro sulla sommità.